# Tierregen
Der Begriff Tierregen bezeichnet ein seltenes meteorologisches Phänomen, bei dem (oft flugunfähige) Tiere vom Himmel „regnen“. Hierüber liegen historische Berichte und moderne Belege aus vielen Ländern der Welt vor. Eine Hypothese, die zur Erklärung des Phänomens angeboten wurde, ist, dass starke Winde über Wasser in der Lage sein können, Lebewesen wie Fische oder Frösche aufzunehmen und mehrere Kilometer weit zu transportieren. Allerdings wurde dieser primäre Aspekt des Phänomens nie beobachtet oder wissenschaftlich überprüft.
Die Tiere, die offenbar am häufigsten vom Himmel regnen, sind Fische, Frösche und Vögel (in dieser Reihenfolge). Manchmal überleben die Tiere den Sturz, was vor allem bei Fischen darauf hindeutet, dass der Transport nur von relativ kurzer Dauer ist. Mehrere Zeugen von Froschregen beschreiben die Tiere kurz nach dem Ereignis als erschreckt, aber gesund und mit relativ normalem Verhalten. Bei manchen Ereignissen sind die Tiere jedoch gefroren oder sogar vollständig mit Eis umhüllt. Es gibt auch Beispiele, bei denen der Niederschlag nicht aus vollständigen Tieren, sondern aus zerkleinerten Körperteilen bestand. Viele Fälle treten unmittelbar nach Stürmen mit starken Winden und insbesondere in Verbindung mit Tornados auf.
Es gibt auch unbestätigte Fälle, in denen Tiere bei schönem Wetter und in Abwesenheit von starken Winden oder Wasserhosen herabgeregnet sein sollen.
Tierregen (ebenso wie Regen von Blut oder blutähnlichem Material und ähnliche Anomalien) spielt eine zentrale Rolle in den erkenntnistheoretischen Schriften von Charles Fort, vor allem in seinem Buch The Book of the Damned (deutsch Das Buch der Verdammten). Fort sammelte Berichte solcher Ereignisse und verwendete sie sowohl als Beleg als auch als Metapher für einen Angriff auf die wissenschaftliche Methode.
Die etymologische Herkunft des englischen Idioms „Es regnet Katzen und Hunde“ ist ungewiss, und es gibt keine belegten Bezüge zum Tierregen-Phänomen.

## Erklärungen

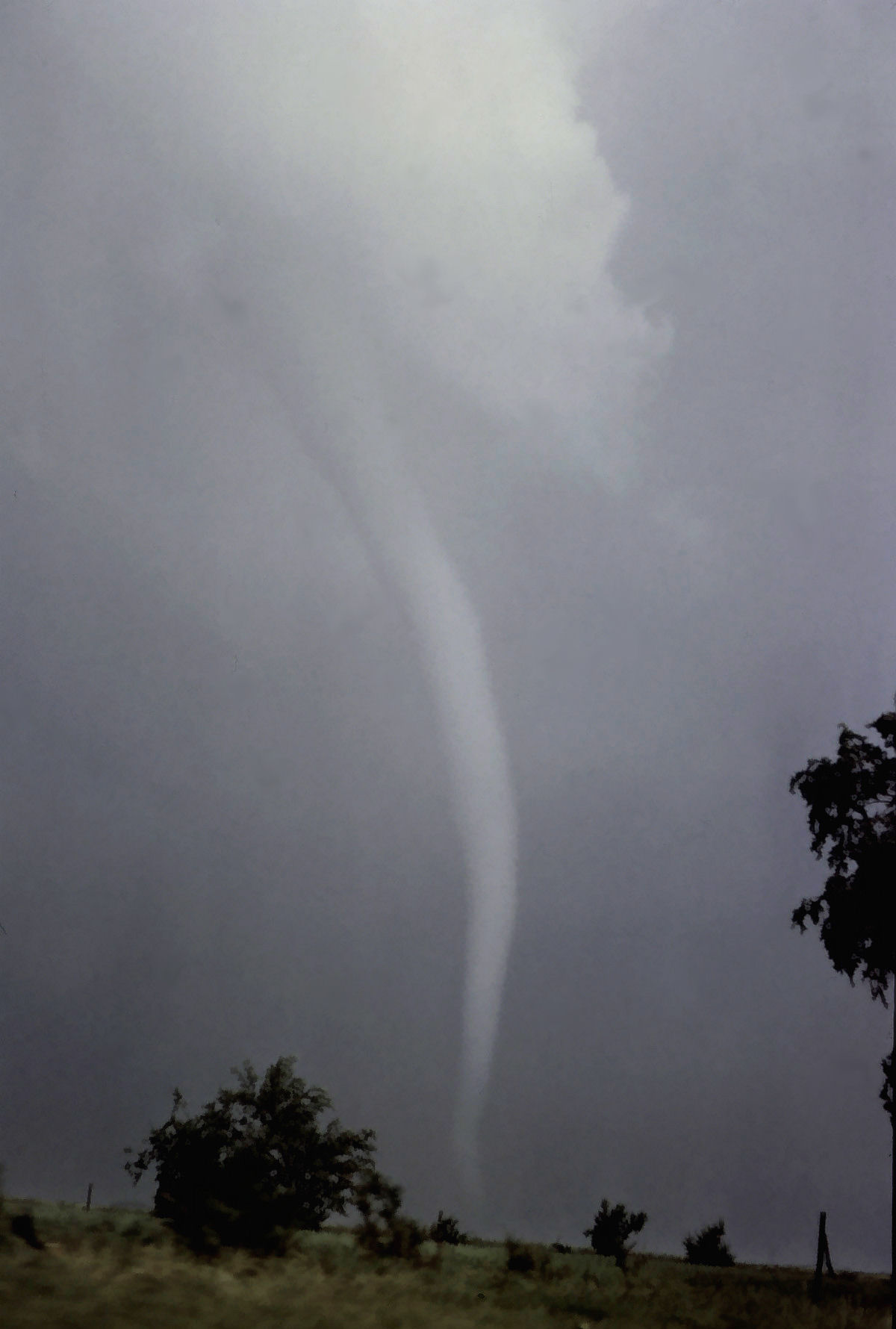
Tornados können Tiere in die Luft heben und mehrere Kilometer weit transportieren

Der französische Physiker André-Marie Ampère war einer der ersten Wissenschaftler, der Tierregen ernsthaft untersuchte. Seine Hypothese, Froschregen zu erklären, wurde schließlich von anderen Wissenschaftlern verfeinert. In einem Vortrag vor der Société des sciences naturelles schlug Ampère vor, dass gelegentlich Frösche und Kröten in großer Zahl die Landschaft durchstreifen und dass heftige Winde sie aufnehmen und über große Entfernungen transportieren könnten.
Ein jüngerer wissenschaftlicher Erklärungsansatz wurde auf Basis von Wasserhosen entwickelt. Diese Tornados über Wasser sind in der Lage, Objekte und Tiere zu erfassen, in die Luft zu heben und auf relativ große Höhen zu heben. Die Winde sind dann fähig, die Tiere über verhältnismäßig weite Strecken zu befördern und dennoch in lokal konzentrierter Weise wieder abzusetzen. Genauer gesagt sind einige Tornados in der Lage, den Inhalt eines Teiches vollständig aufzusaugen und das Wasser mitsamt den Tieren in einiger Entfernung in Form eines Tierregens fallen zu lassen.
Diese Hypothese wird durch die Art der gefundenen Tiere gestützt (sie sind meist kleine, leichte Wasserbewohner), und sie deckt sich auch mit der Beobachtung, dass einem Tierregen oft ein Sturm vorangeht. Die Theorie erklärt jedoch nicht, warum solche Vorfälle oft nur eine einzige Tierart betreffen, statt einer ganzen Gruppe von Arten ähnlicher Größe, die gemeinsam im gleichen Gebiet vorkommen.

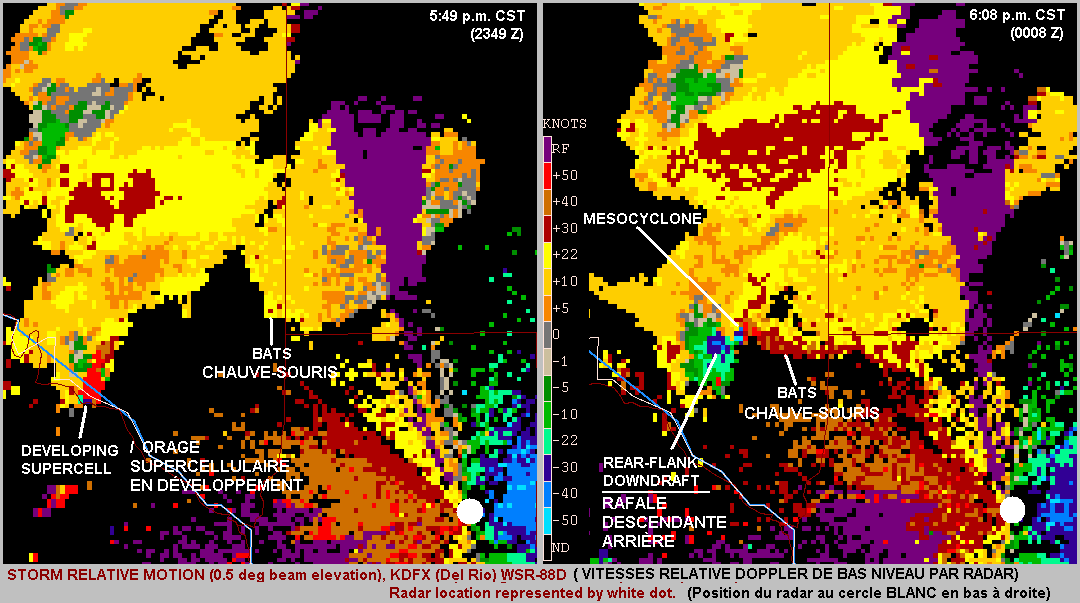
Doppler-Radarbild zeigt die Kollision einer Fledermausgruppe im Flug mit einem Gewitter über Texas. Die rote Farbe zeigt die in den Sturm fliegenden Tiere.

Im Falle von Vogelregen ist es insbesondere während des Vogelzugs vorstellbar, dass ein Schwarm im Flug in einen Sturm gerät. Die Veranschaulichung rechts zeigt, wie ein Schwarm Fledermäuse von einem Gewittersturm in Texas überrascht wird. Die Fledermäuse befinden sich in der roten Zone aus Luftmassen, die sich von der Radarstation wegbewegen. Im rechten Bild geraten sie in eine Gewitterzelle mit rotierendem Aufwind (grün), einer sogenannten Superzelle. Solche Ereignisse können beim Vogelflug leicht eintreten.
Bisweilen wurden Berichte außergewöhnlicher Fischregen wissenschaftlich angezweifelt. Ein Beispiel ist ein Fischregen, der 1861 in Singapur stattfand. Der französische Naturforscher Francis de La Porte de Castelnau erklärte, dass der vermeintliche Regen während einer Migration von Froschwelsen stattfand, die in der Lage sind, sich über Land von einer Pfütze zur nächsten fortzubewegen. So argumentierte er, dass das Auftreten der Fische auf dem Boden unmittelbar nach einem Regen leicht zu erklären sei, da diese Tiere sich üblicherweise nach Regen und auf feuchtem Untergrund fortbewegten.

## Ereignisse
Die folgende Liste stellt eine Auswahl von Tierregen-Ereignissen dar:

### Fische

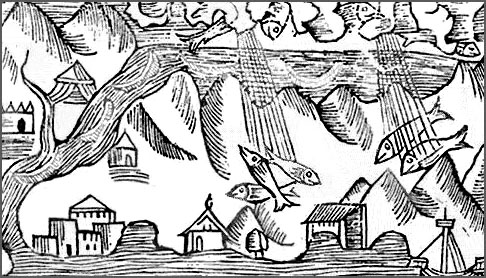
Fischregen bei Heilsbronn, Holzschnitt von 1555

- Yoro, Honduras (mindestens einmal jährlich, u. a. 5. Juli 2021)[8]

- Crivitz, 5. September 1792[9]
- Singapur, 22. Februar 1861[10]
- Olneyville, Rhode Island, 15. Mai 1900[11]
- Marksville, Louisiana, 23. Oktober 1947[12]
- Korona, Thessaloniki, Griechenland, 11. Dezember 2002[13][14]
- Bhanwad, Jamnagar, Indien, 24. Oktober 2009[15]
- Lajamanu, Northern Territory, Australien, 25. und 26. Februar 2010[16] sowie 1974, 2004, 2014 und 2023[17][18][19]
- Chilaw, Puttalam, Nordwestprovinz, Sri Lanka, Mai 2014[20]
- Texarkana (Texas), Vereinigte Staaten, Dezember 2021[21]

### Frösche und Kröten
- Präfektur Ishikawa, Japan, Juni 2009 (mehrere Ereignisse während des Monats belegt)[22]
- Rákóczifalva, Ungarn, 18. und 20. Juni 2010 (zweimal)[23]

### Andere
- Ein unbekanntes Tier (vermutlich eine Kuh) fiel am 1. August 1869 in Kalifornien, in kleine Stücke gerissen, vom Himmel; ein ähnlicher Vorfall wurde 1876 aus Olympian Springs, Bath County, Kentucky berichtet.[24]
- Quallen fielen im Jahre 1894 in Bath, England vom Himmel.[25]
- Am 11. Juli 2007 fielen in Jennings, Louisiana, Würmer vom Himmel.[26]
- Am 6. April 2007 fielen in der Provinz Salta in Argentinien Spinnen vom Himmel.[27]

## In Literatur und Popkultur
- Tierregen finden sich relativ häufig in Terry Pratchetts Scheibenwelt. Die Erklärung ist magisches Wetter. Ramtops, ein kleines Dorf in den Bergen, betreibt aufgrund regelmäßiger Niederschläge von Fischen im Binnenland eine erfolgreiche Fischfabrik.[28] In der Ommnian-Religion werden mehrere Ereignisse gepriesen, bei denen religiöse Figuren durch wundersame Tierregen gerettet wurden. Einer davon bestand aus einem Elefanten.[29] Andere Ereignisse enthalten Bettgestelle, Kuchen und eingedoste Sardinen.[30]
- In Kafka am Strand von Haruki Murakami fällt Fisch vom Himmel.
- In der Red-Dwarf-Episode Confidence and Paranoia („Vertrauen und Paranoia“) regnet es Fisch in Listers Schlafquartier.
- Im Kinofilm Magnolia (1999) regnet es große Frösche.
- In dem Computer-Rollenspiel Oblivion kann der Spieler eine optionale Aufgabe übernehmen. Er soll die abergläubischen Dorfbewohner in Panik treiben. Als Zeichen einer Prophezeiung hat er flammende Hunde vom Himmel regnen zu lassen.
- In Per Anhalter durch die Galaxis von Douglas Adams werden hoch über dem Planeten Magrathea ein Pottwal und ein Petunientopf erschaffen. Der Wal hat nur wenige Augenblicke, um sich mit seiner neuen Identität und dem Sinn seiner Existenz zu befassen, während er seinem unglücklichen Ende auf der Oberfläche Magratheas entgegenstürzt. Der Petunientopf hatte bereits zuvor ähnlich fatale Situationen durchlebt.
- Die Figur des Cris Johnson im Film Next berichtet davon, dass Fischeier rehydriert wurden, nachdem sie aus dem Meer nahe Dänemark ausgedampft waren. Dies resultierte in einem Fischregen.
- Der satirische Almanach More Information Than You Require („Mehr Wissen als Sie benötigen“) von John Hodgman verweist auf mehrere Ereignisse, die mit Tierregen einhergehen.
- Die Kurzgeschichte Regenzeit (englisch Rainy Season) von Stephen King aus der Sammlung Alpträume erzählt von Fröschen mit scharfen Zähnen, die vom Himmel fallen.
- Am Ende des Films Wonderful World (2010) erlebt Ben Singer (gespielt von Matthew Broderick) einen Fischregen im Senegal. Sein enger Freund Ibu hatte ihm zuvor im Film über das Phänomen berichtet.
- In Andrew Bovells Theaterstück Am Ende des Regens (2013) spielt ein vom Himmel fallender Fisch eine entscheidende Rolle.
- In dem Film Sharknado – Genug gesagt! (2014) und dessen Fortsetzungen regnet es durch auftretende Wirbelstürme Haie.[31]
- In der Fernsehserie Fargo ereignet sich ein Fischregen.
- Im Krimi Zorn – Kalter Rauch (2017) ereignet sich ein Fischregen über Halle.
- Der Roman Summer Knight („Feenzorn“) von Jim Butcher beginnt mit einem Krötenregen.

## „Es regnet Katzen und Hunde“

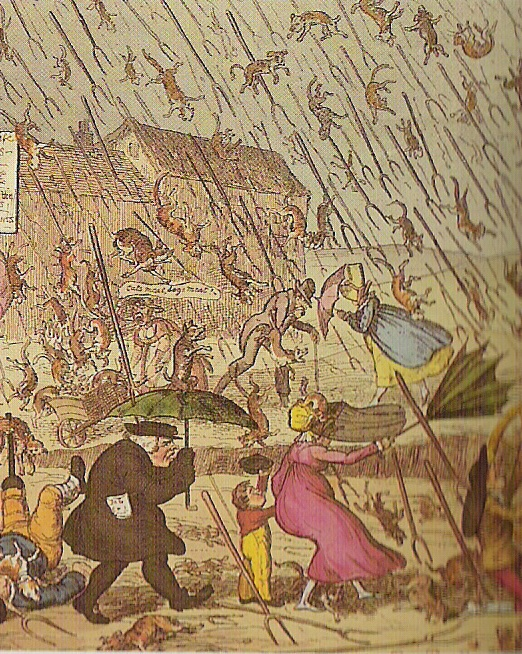
Eine englische Karikatur aus dem 19. Jahrhundert illustriert den Satz „Es regnet Katzen und Hunde“ (und auch „Mistgabeln“)

Das englische Idiom It is raining cats and dogs (deutsch: „Es regnet Katzen und Hunde“) bezeichnet einen besonders starken Regen. Die etymologische Herkunft des Satzes ist unbekannt und nicht sicher auf Tierregen zurückzuführen. Dieser Satz – zum Teil mit Iltissen (englisch: polecats) anstelle von Katzen – ist seit mindestens dem 17. Jahrhundert überliefert. Eine Reihe von eher unwahrscheinlichen volkstümlichen Etymologien wurden angeboten, um die Herkunft zu erklären:
- Eine per E-Mail weit verbreitete „Erklärung“ behauptet, dass in den im 16. Jahrhundert in Europa weit verbreiteten, strohgedeckten Bauernhäusern häufig Tiere im Stroh der Dächer Schutz suchten und bei starkem Regen herausgespült wurden. Für diese Behauptung gibt es jedoch keine Belege.[35]
- Die Entwässerungsanlagen der Gebäude im Europa des 17. Jahrhunderts waren dürftig und bei starken Regen könnten darin angesammelte Tierkörper herausgespült worden sein. Dieser Vorgang wird in Johnathan Swifts Gedicht A Description of a City Shower („Eine Beschreibung eines Schauers in der Stadt“, 1710) beschrieben:
„Ersoffene Welpen, stinkende Sprotten, alles getränkt in Schlamm, / tote Katzen und Rübenblätter stürzen mit der Flut.“ („Drowned puppies, stinking sprats, all drenched in mud, / Dead cats and turnip-tops come tumbling down the flood.“)
- „Cats and dogs“ („Katzen und Hunde“) könnte eine Verballhornung des griechischen Wortes Katadoupoi sein. Dieses bezeichnet die Wasserfälle des Nils[32], möglicherweise über das altfranzösische Wort catadupe („Wasserfall“).
- Die griechische Fügung kata doxa bedeutet „wider Erwarten“. Es wird häufig für schweren Regen verwendet, aber es gibt keine Belege für eine Entlehnung in die englische Sprache.[32]

Möglicherweise existiert keine logische Erklärung; der Satz könnte schlicht aufgrund seines sinnentleerten Humors entstanden und verwendet worden sein, wie dies auch bei ähnlichen Ausdrücken der Fall ist („es regnet Mistgabeln“ und so weiter).
Zahlreiche Sprachen verwenden ähnlich bizarre Bezeichnungen für schweren Regen:
- Arabisch: Kab Min 'Ind el Rab („es gießt aus dem Himmel“)
- Afrikaans: ou vrouens met knopkieries reen („es regnet alte Weiber mit Keulen“)
- Bairisch: es rengt Schuastabuam („Schusterbuben“, vgl. Dänisch)
- Bangla: „মুষলধারে বৃষ্টি পড়ছে“ - mushaldhare brishti poRchhe („Regentropfen sind wie Vereine“)
- Bosnisch: padaju ćuskije („Brechstangen“)
- Dänisch: det regner skomagerdrenge („Schusters Lehrlinge“)
- Deutsch: Es regnet Schnürsenkel oder Es regnet Bindfäden
- Französisch: il pleut des hallebardes („Hellebarden“), clous („Nägel“) oder cordes („Seile“)
- Griechisch: βρέχει καρεκλοπόδαρα („Stuhlbeine“)
- Irisch: tá sé ag caitheamh sceana gréasaí („Schustermesser“)
- Niederländisch: het regent pijpestelen („Pfeifenrohre“)
- Niederländisch (Flämisch): het regent oude wijven („alte Frauen“) oder het regent kattenjongen („junge Katzen“)
- Norwegisch: det regner trollkjerringer („weibliche Trolle“)
- Polnisch: pada żabami („Frösche“)
- Portugiesisch: está a chover canivetes („Taschenmesser“)
- Rumänisch: plouă cu broaşte („Frösche“)
- Serbisch: padaju sekire („Äxte“)
- Spanisch: está lloviendo chuzos („Spieße“)
- Tschechien: padají trakaře („Schubkarren“)
- Walisisch: mae hi'n bwrw hen wragedd a ffyn („alte Damen und Stöcke“)